# Earophila impuncta
Earophila impuncta är en fjärilsart som beskrevs av Barend J. Lempke 1950. Earophila impuncta ingår i släktet Earophila och familjen mätare. Inga underarter finns listade i Catalogue of Life.